# Jan Blaha
Jan Blaha (12. března 1938 Brno – 13. prosince 2012 Brno) byl český katolický kněz a biskup, osobnost skryté církve, jak sám označoval misie Ecclesia silentii.
Vystudoval chemii na Pardubické univerzitě, pracoval v civilních zaměstnáních textilního (Vlněna) a vodohospodářského průmyslu. Využíval možnosti cestovat do zahraničí, kam ho totalitní režim propouštěl jako specialistu. Byl tajně vysvěcen na kněze 12. července 1967 augsburským arcibiskupem Josefem Stipflem.
Na biskupa byl vysvěcen tajně 28. října 1967 biskupem Peterem Dubovským, byly mu delegovány fakulty (výjimky z kanonického práva) od papeže Pavla VI. V neděli 29. října 1967 pak Blaha vysvětil na biskupa Felixe Maria Davídka a subdelegoval na něj příslušné fakulty. Tím Blahova biskupská činnost jako prostředníka pro Davídkovo biskupské svěcení fakticky skončila a v Koinótés hrál hlavní roli tandem biskupů Davídek-Krátký. Ve skryté církvi působil jako učitel morální teologie.
Po revoluci neúspěšně usiloval o přijetí ve Vatikánu ve prospěch začlenění skrytých struktur církve a jako kněz působil v kralovéhradecké diecézi. Byla mu nabídnuta služba pomocného biskupa v litoměřické diecézi, kterou nepřijal. Od roku 1999 do konce života působil ve farnosti Neposkvrněného početí Panny Marie Brno-Křenová jako farní vikář.
Na pohřbu Stanislava Krátkého v roce 2010, kde byl řečníkem za Koinotés a celou Ecclesia silentii: „Nikomu jsme nevraceli ránu za ránu a políček políčkem, ale láskou. To silencium, mlčení, znamenalo nenápadnou misii, ale s mocí Boží a mocným ramenem, který otec Stanislav aplikoval, v tom je síla, fortitudo...“
Zemřel v hospici sv. Alžběty, po zádušní mši 20. prosince 2012 v katedrále na Petrově byl uložen do hrobu na Ústředním hřbitově v Brně.